# Málik Irén
Málik Irén  (Budapest, 1945. május 26. –) magyar textilművész.

## Életpályája
1970-ben végzett a  Magyar Iparművészeti Főiskola  szövöttanyag tervező szakán. Autonóm textíliák létrehozása mellett 1999-ig ipari textiltervezéssel is foglalkozott, nemzetközi lakástextil- és szőnyegkiállításokon is részt vett.

„Kárpitjainak a visszafogott színvilágú tájképek mellett visszatérő témái a különböző ókori és középkori kőemlékek, fragmentumok, amelyeket a kőzetek anyagi jellemzőit megidézve textilből fogalmaz újra.”

A Képző- és Iparművészeti Gimnáziumban (ez a mai: Képző- és Iparművészeti Szakgimnázium és Kollégium) Balás Magdolna festőművész tanítványaként rajzot, festészetet tanult. Mivel a textilművészet a kezdetektől vonzotta, a Magyar Iparművészeti Főiskolán (a mai Moholy-Nagy Művészeti Egyetemen) folytatta tanulmányait Bakay Erzsébet, Plesnivy Károly és Rákossy Zoltán vezetésével.
1970-ben szerzett diplomát szövöttanyag tervező szakon. 1969-től 1975-ig ugyanitt dolgozott szakoktatóként, és egy ideig adjunktusként a Könnyűipari Műszaki Főiskolán. 1975-től a Magyar Posztógyár, 1978-tól a Soproni Szőnyeggyár, 1985-től 1999-ig pedig a szombathelyi Lakástextil Vállalat (LATEX) tervezője volt.
Életműve a rendszerváltás utáni néhány évig még két párhuzamos szálon fut – az alkalmazott textíliák tervezése és az egyedi, autonóm művek megalkotása számára azonos fontosságú. Egyéni kiállításain mindkét műfajban készült munkáit szerepelteti, csoportos bemutatkozó rendezvényeken mindkét kategóriában díjakat nyer el.
A magyarországi textilgyárak privatizációja, majd bezárása után a Mill”art csoport tagjaként tevékenykedett.
A Kecskeméti Textilművészeti Alkotóműhely rendszeres résztvevője, gyakorta itt készíti el kárpitjai terveit, kartonjait.
Korai falitextiljein az olaszországi tanulmányutak, az antik művészet emlékeit örökíti meg. A hagyományok tisztelete nem csak témáiban jelenik meg, hanem a klasszikus, falhoz simuló, sík kárpitok létrehozásában is. Az újító szándék, az egyéni hang, az ábrázolás gazdag megjelenítésében mutatkozik meg. Különleges, egyedi technikával dolgozik, a szövött felületek különböző struktúráit variálva hozza létre visszafogott színhatású, finom, plasztikai játékokkal gazdagított műveit, mint például a Marcus Quintus (1985), az Ezer emlék fogságában (1988) és a Kövület (1990). Kárpitjai rusztikusak, viszonylag ritka, de helyenként váltakozó sűrűségűek, így nem nélkülözik a részletgazdagságot. Az utóbbi években művei egyre színesebbek, festőiek, megmaradva a textil műfaj sajátosságainál, az anyagszerű használatnál. (Nézőpont, 1997; Merre? 2003; Fossilia I-II, 2004; Így kezdődött, 2010)

## Díjai, elismerései
- Fiatal Iparművészek Országos Kiállításának díja (1970)
- II. Fal- és Tértextil Biennálé díja (1972)
- Magyar Kulturális Minisztérium itáliai ösztöndíja (1975)
- Iparművészeti Vállalat textil pályázatának díja (1982)
- 7. Ipari Textilművészeti Biennálé díja, Szombathely (1985)
- Rózsa Anna-díj (1988)
- 14. Magyar Textilbiennálé (Fal- és Tértextil Biennálé) díja, Szombathely (1996)
- Ferenczy Noémi-díj (1997)
- 15. Magyar Textilbiennálé díja a Mill’art csoport tagjaként, Szombathely (1998)
- Csepeli Képző- és Iparművészek III. Biennáléja, Polgármesteri díj (2000)
- Kortárs Keresztény Művészet kiállításának díja, Moldvai Győző Galéria, Hatvan (2002)
- PELSO, MAOE díja, Balatoni Múzeum, Keszthely (2003)
- Csepeli Képző- és Iparművészek IV. Biennáléja, Polgármesteri díj (2004)
- VIII. Csepeli Képző- és Iparművészeti Biennálé, Csepel galéria, XXI. ker. Önkormányzat díja (2010)
- PELSO IX. Országos Kerámia és Gobelin Biennálé, Balatoni Múzeum, Keszthely, Zala Megyei Önkormányzat díja (2013)
- XXI. ker. Önkormányzat, Csepel Örökség-díj (2013)
- PELSO X. Országos Kerámia és Gobelin Biennálé, Balatoni Múzeum, Keszthely, Magyar Képző- és Iparművészek Szövetségének díja (2015)
- PELSO XI. Országos Kerámia és Gobelin Biennálé, Balatoni Múzeum, Keszthely, Emberi Erőforrások Minisztériumának díja (2017)
- Kárpit3 Nemzetközi Kárpitkiállítás, Dicsérő Oklevél az „Aranyfal” egyik alkotójaként (2017)

## Egyéni kiállításai
- 1976 • Csepeli Munkásotthon, Budapest
- 1978 • Fiatal Művészek Klubja, Budapest
- 1979 • Munkás Művelődési Központ, Dunaújváros
- 1986 • Csepel Galéria, Budapest (kat.)
- 1987 • Művelődési Ház, Szigetszentmiklós
- 1990 • Biennálé-díjasok kiállítása, Savaria Múzeum, Szombathely (kat.)
- 1994 • Hevesi Sándor Művelődési Ház, Nagykanizsa
- 1995 • Vásárhelyi Pál Szakközépiskola, Budapest
- 1995 • Jedlik Ányos Gimnázium, Budapest
- 2001 • Csepeli Iskola Galéria, Budapest
- 2005 • Csepel Galéria, Budapest
- 2010 • Csepel Galéria Budapest
- 2014 • Csepel Galéria Budapest
- 2014 • Négy textilművész kiállítása, Csepel Galéria, Budapest
- 2015 • „70 év” Életmű kiállítás, Csepel Galéria, Budapest
- 2019 • Galeria Arcis, Sárvár
- 2022 • Csepel Galéria, Budapest

## Részvétele csoportos kiállításokon (válogatás)
- 1970 • Fiatal Iparművészek I. Országos kiállítása, Ernst Múzeum, Budapest
- 1972 • 2. Fal- és Tértextil Biennálé, Savaria Múzeum, Szombathely
- 1974 • 3. Fal- és Tértextil Biennálé, Savaria Múzeum, Szombathely
- 1975 • Jubileumi Iparművészeti kiállítás, Műcsarnok, Budapest
- 1978 • Velemi Textilművészeti Alkotóműhely, Velem
- 1983 • A tervezés értékteremtés. Országos Iparművészeti kiállítás, Műcsarnok, Budapest
- 1985 • 7. Ipari Textilművészeti Biennálé, Savaria Múzeum, Szombathely • Magyar Gobelin 1945-1985, Műcsarnok, Budapest
- 1988 • 10. Fal- és Tértextil Biennálé, Szombathelyi Képtár, Szombathely
- 1990 • A Rózsa Anna-díj öt éve, Savaria Múzeum, Szombathely
- 1991 • A kis csomag, Iparművészeti Múzeum, Budapest
- 1992 • 12. Magyar Textilbiennálé (Fal- és Tértextil Biennálé), Szombathelyi Képtár, Szombathely
- 1993 • Figurális Gobelin, Csók Galéria, Budapest
- 1996 • 14. Magyar Textilbiennálé (Fal- és Tértextil Biennálé), Szombathelyi Képtár, Szombathely
- 1998 • Ötlet, terv, műhelyrajz, Tölgyfa Galéria, Budapest
- 1999 • Szabadság 1998, a 15. Magyar Textilbiennálé vendégkiállítása, Királyi kastély, Gödöllő
- 2000 • A reménység 2000 éve, Erdős Reené Ház, Budapest
- 2000 • Corpus Regni, Művészetmalom, Szentendre
- 2001 • Aqua-Art, CSEGE kiállítás, Csepeli Iskola Galéria, Budapest
- 2002 • A textil érzékenysége, Szoboszló Galéria, Hajdúszoboszló
- 2002 • Nagy Magyar Textilkiállítás, Szombathelyi Képtár
- 2002 • Kortárs keresztény művészek, Moldvay Győző Galéria, Hatvan
- 2002 • Magyar kárpitművészek Itáliában, Ceri, Olaszország
- 2003 • PELSO, Balatoni Múzeum, Keszthely
- 2003 • 1. Textilművészeti Triennálé, Szombathelyi Képtár
- 2003 • Kortárs Egyházművészeti Kiállítás, Moldvay Győző Galéria, Hatvan
- 2003 • Ünnep, Piarista Kápolna, Budapest
- 2003 • XIV. Arcok és Sorsok, Országos Portré Biennálé, Moldvay Győző Galéria, Hatvan
- 2003 • Őskor, CSEGE kiállítás, Csepel Galéria, Budapest
- 2003 • Szövedékek, Moldvay Győző Galéria, Hatvan
- 2004 • Hit, remény, szeretet, Szent Korona Galéria, Székesfehérvár
- 2004 • A kő, CSEGE kiállítás, Csepeli Iskola Galéria, Budapest
- 2004 • 1. Textilművészeti Triennálé vendégkiállítása, Iparművészeti Múzeum, Budapest
- 2005 • Ókor, CSEGE kiállítás, Csepel Galéria, Budapest
- 2006 • 2. Textilművészeti Triennálé, Szombathelyi Képtár
- 2008 • XVIII. Magyar Tájak Országos Tájkép Biennálé, Moldvay Győző Galéria, Hatvan
- 2009 • 3. Textilművészeti Triennálé, Szombathelyi Képtár, Szombathely
- 2011 • Text-Túra, Csepeli Kék Iskola, Budapest
- 2012 • 4. Textilművészeti Triennálé, Szombathelyi Képtár, Szombathely
- 2013 • Csendélet, Csepel Galéria, Budapest
- 2015 • 5. Magyar Textilművészeti Triennálé, Szombathelyi Képtár
- 2015 • PELSO X. Országos Kerámia és Gobelin Biennálé, Balatoni Múzeum, Keszthely
- 2016 • 5. Textilművészeti Triennálé, Pesti Vigadó, Budapest
- 2016 • Az idő szövete, Gaál Imre Galéria, Budapest
- 2017 • PELSO XI. Országos Kerámia és Gobelin Biennálé, Balatoni Múzeum, Keszthely
- 2017 • Magyarok szőtték, Baku, Azerbajdzsán; Zágráb, Horvátország
- 2018 • Miniatűr textilek, Balassi Intézet, Zágráb, Horvátország
- 2018 • 6. Textilművészeti Triennálé, Szombathelyi Képtár
- 2018 • Kötelék, Széphárom Közösségi Tér, Budapest
- 2018 • Szálakba zárt történetek, Szófiai Magyar Intézet, Szófia, Bulgária
- 2018 • Magyar szál, Magyar Intézet, Bukarest, Románia
- 2019 • Mikrokozmosz, Csepel Galéria, Budapest
- 2019 • PELSO XII. Országos Kerámia és Gobelin Biennálé, Balatoni Múzeum, Keszthely
- 2020 • Összefonódó szálak, bolgár-magyar textilkiállítás, MKISZ Kiállítóterme, Budapest
- 2020 • 50 éves a Csepel Galéria, Jubileumi tárlat, Csepel Galéria, Budapest
- 2021 • VII. Nemzetközi Textilművészeti Triennálé, Képtár, Szombathely
- 2022 • Resurrectio, Laffert Kúria, Dunaharaszti
- 2022 • Együtt 2+4, Csepel Galéria, Budapest
- 2024 • Összefonódó szálak II, Rajkó Aleksziev Galéria, Szófia, Bulgária

## Művei közgyűjteményekben
- Augusztus, 1972, Magyar Iparművészeti Múzeum
- Umbria, 1976, Szombathelyi Képtár
- Tájkép, 1977, Szombathelyi Képtár
- Kövek, 1986, Szombathelyi Képtár
- Ezer emlék fogságában, 1988, Szombathelyi Képtár (elveszett)
- Kövület, 1990, Rózsa Anna Alapítvány
- Ívek, 1994, XXI. kerületi Önkormányzat, Budapest
- Kárpit határok nélkül, (a Magyar Kárpitművészek Egyesületének közös alkotása),1995-1996, Magyar Iparművészeti Múzeum
- Az Út (Pannonhalma), 1997, Szombathelyi Képtár
- Fossilia I-II, 2004, Szombathelyi Képtár
- Alkonyat, 2007, Balatoni Múzeum, Keszthely
- Oltár, 2007, Sárvári Önkormányzat
- Vakablak II, 2013, Szombathelyi Képtár
- Falak, 2021, Szombathelyi Képtár